# Sentinel-5 Precursor

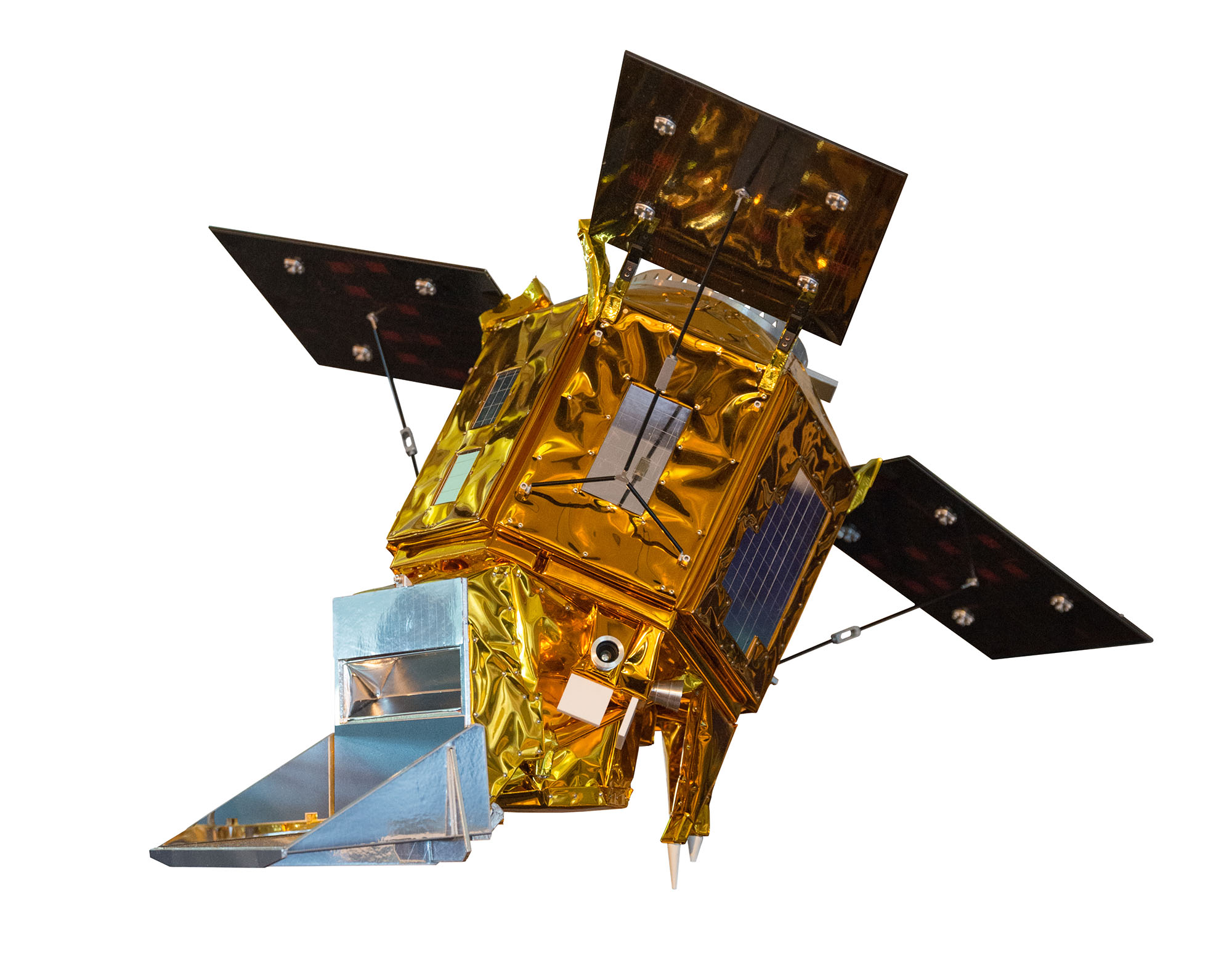
Sentinel-5P

Sentinel-5 Precursor (Sentinel-5P) es un satélite de observación terrestre desarrollado por la Agencia Espacial Europea como parte del Programa Copérnico para tratar de mantener la continuidad de las observaciones en el periodo que hay desde que el Envisat dejó de estar operativo en 2012 y la llegada del futuro Sentinel-5.

## Descripción
El Sentinel-5 Precursor es la primera misión del Copérnico Programa encargada de monitorizar la contaminación atmosférica. El instrumento que usa es un espectrómetro en las longitudes de onda ultravioleta, visible, infrarrojo cercano llamó Tropomi. El Satélite está diseñado de forma hexagonal en un Astrobus L 250 y equipado con antenas en las bandas S y X, tres paneles solares plegables que generan una potencia de 1500 W y propulsores de hidrazina para el mantenimiento de la órbita.
El satélite opera en una órbita síncrona al Sol de 824 km de altura sobre la superficie terrestre con un tiempo local del nodo ascendente a las 13:30 horas.

### Tropomi
Tropomi (del inglés TROPOspheric Monitoring Instrument, es decir, instrumento de monitorización atmosférica) es un espectrómetro que puede detectar radiación ultravioleta (UV), visible (VIS), infrarrojo cercano (NIR) y de longitud de onda corta (SWIR), con lo que es capaz de monitorizar gases como ozono, metano, formaldehído, aerosol, monóxido de carbono, NO2 y SO2 en la atmósfera. De esta forma amplía las capacidades de los instrumentos OMI del satélite de Aura y SCIAMACHY del Envisat.
Tropomi tomará medidas cada segundo cubriendo una área de aproximadamente 2600 km de ancho y 7 km de largo con una resolución de 7x7 km. La luz será separada en sus diferentes longitudes de onda utilizando una red de difracción y después sensada con cuatro detectores diferentes para cada una de las bandas espectrales. El espectrómetro UV tiene una gama espectral de 270-320 nm, el espectrómetro de luz visible (VIS) de 310-500 nm, el infrarrojo cercano (NIR) de 675-775 nm, y el de onda corta (SWIR) un rango de 2305-2385 nm.
El instrumento está dividido en cuatro bloques importantes: los espectrómetros UV-VIS-NIR y su bloque de calibración, el espectrómetro SWIR con su óptica, una unidad de control del instrumento y un bloque de enfriamiento. La masa total de Tropomi es de unos 200 kg con un consumo promedio de 170 W y una salida de datos de 140 Gbits por órbita.
El instrumento ha sido construido por un consorcio de empresas formado por Oficina Espacial Holandesa, el Real Instituto Meteorológico Holandés, el Instituto Holandés para la Investigación Espacial, Organización Holandesa para la Investigación en Ciencias Aplicadas y Airbus Defence and Space Netherlands.

## Historia
El primer contrato para Sentinel-5P fue firmado en julio de 2009 para el instrumento Tropomi entre la Agencia Espacial europea y Ministerio holandés de Asuntos Económicos qué contribuyó con 78 millones de euros. El 8 de diciembre de 2011, la ESA seleccionó Astrium UK como primer contratista para el satélite, firmándolo por valor de 45.5 millones de euros. La construcción del satélite se completó en mayo de 2014, y la integración con su instrumento primario ha sido completada con éxito.
El satélite fue lanzado por "Eurockot Launch Services" a bordo de un cohete Rokot. El lanzamiento estaba originalmente planeado para finales de 2014, pero ha sido aplazado en varias ocasiones antes de realizarse finalmente el 13 de octubre de 2017.
El Sentinel-5P alcanzó su órbita final 79 minutos después del despegue desde el cosmódromo Plesetsk.